# Tratado Trujillo-Hull
El Tratado Trujillo-Hull fue un acuerdo firmado entre los Estados Unidos y la República Dominicana el 24 de septiembre de 1940 entre sus representantes: el Secretario de Estado Cordell Hull y Rafael Leonidas Trujillo, respectivamente. Consistía en una serie de pasos que permitirían al gobierno dominicano cumplir con las exigencias de pago de su deuda externa contraída con empresas estadounidenses a cambio de que Estados Unidos devolviera el control de las aduanas dominicanas.

## Contenido
Debido a las constantes deudas contraídas durante la segunda mitad del siglo XIX, sobre todo por el presidente Ulises Heureaux, las aduanas dominicanas habían pasado a control estadounidense en 1905 mediante el modelo llamado Modus Vivendi. En 1907 el protocolo se formaliza mediante la Convención domínico-americana aprobada por Ramón Cáceres. Este convenio otorgaba a los Estados Unidos el control de las aduanas y la percepción del 50% de sus ingresos. De lo restante, 5% sería para cubrir los gastos de gestión y 45% iría a la administración pública dominicana.
El Tratado Trujillo-Hull estableció que a partir de su firma, el 25 de septiembre de 1940, las aduanas y todas sus oficinas volvían a formar parte de la administración de la República Dominicana.
El acuerdo dio firmes pasos hacia el saneamiento de la deuda externa dominicana. Tras llegar al poder en 1930, el dictador Rafael Trujillo asumió el gobierno de un país en severa crisis económica después de la invasión estadounidense. La deuda externa ascendía en ese momento a 16,000,000 de dólares y la situación se agravaba, en parte, por las obligaciones contraídas por la República mediante la Nueva Convención dominico-americana de 1924 que modificaba ligeramente el convenio anterior pero mantenía el impedimento para la suscripción de nuevos empréstitos y para el aumento de los aranceles aduaneros sin la aprobación del gobierno estadounidense. 
El convenio existente obligaba al Gobierno dominicano a destinar el 55% de las entradas de aduanas al pago de la deuda externa. Esta situación impedía al gobierno dominicano la entrada de recursos suficientes para sufragar sus gastos y necesidades. 
En 1931, Trujillo inició una serie de negociaciones con el Gobierno de los Estados Unidos para que República Dominicana recuperara el derecho de administrar sus aduanas. Varios años de intentos y discusiones culminaron en 1940 con la firma del Tratado Trujillo-Hull y a partir de entonces la administración de las aduanas quedó en manos dominicanas. 
La deuda externa continuó amortizándose mediante mecanismos establecidos por el Tratado en cuestión y en julio de 1947 su balance era de 9,271,855, suma que fue totalmente pagada a los tenedores de los bonos adeudados, el 19 de julio de ese mismo año. 
La eliminación de la deuda pública externa durante la dictadura de Trujillo sería un tema recurrente a la hora de ensalzar al régimen en la propaganda gubernamental. Posteriormente, el Congreso dominicano aprobó una ley declarando a Trujillo "Restaurador de la Independencia Financiera" y "Padre de la Patria Nueva".
Por otro lado, el estado adquirió el control del National City Bank convertido en Banco de Reservas y de la Compañía de Electricidad, que pasó a llamarse Corporación Dominicana de Electricidad.